# Заветы Ильича (Пушкино)
Заве́ты Ильича́ — микрорайон города Пушкино Московской области. До 2003 года посёлок городского типа (дачный посёлок) в Пушкинском районе Московской области.

## География
Микрорайон располагается в лесной зоне с хорошо развитой транспортной и социальной инфраструктурой.

## Инфраструктура
На территории микрорайона расположены:

 дошкольные образовательные учреждения —
- детский сад общеразвивающего вида № 5 «Малыш»[3],
- детский сад общеразвивающего вида № 54 «Светлячок»[4];
- Детский сад комбинированного вида № 53 «Дюймовочка»

 школы —
- средняя школа № 11[5],
- средняя школа № 12[6];

 медицинские учреждения —
- амбулатория мкр. Заветы Ильича (подразделение МБУЗ «ПРБ им. проф. Розанова В. Н.»)[7];

## Достопримечательности

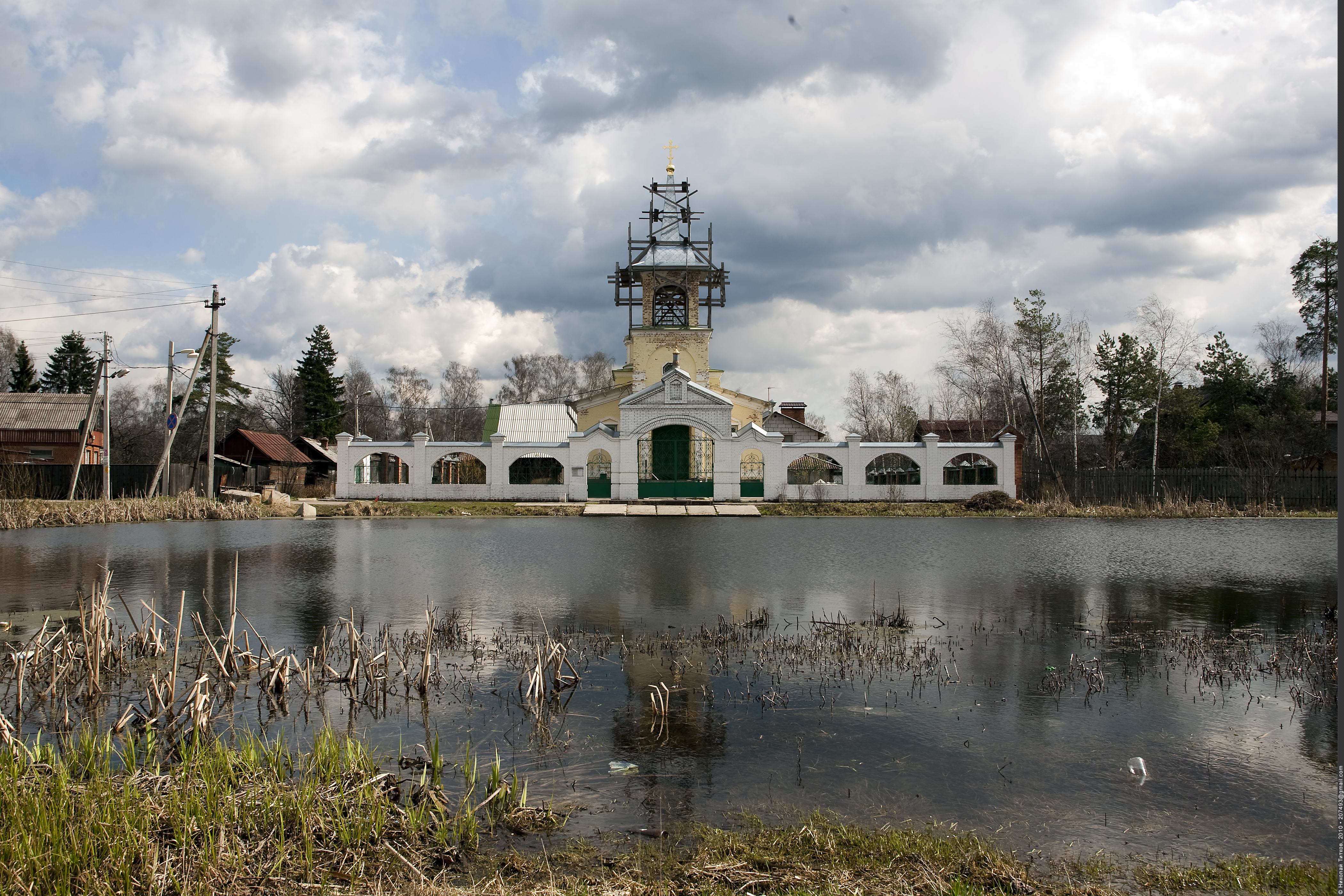
Храм Архистратига Михаила

В микрорайоне около станции (платформа «Заветы Ильича») расположено два памятника культурного наследия СССР:
- Памятник В. И. Ленину.
- Памятник солдатам, погибшим во время Великой Отечественной войны. Слова на памятнике гласят «Вечная Слава Воинам землякам павшим в боях за Родину в годы Великой Отечественной войны». Всего на памятной доске выбиты фамилии 261 человека (земляка).
- Православная церковь, освящённая во имя Архистратига Михаила.

## Транспорт
В микрорайоне расположена железнодорожная платформа «Заветы Ильича».